# Бобан Божовић
Бобан Божовић (Сарајево, 24. новембар 1963) бивши је југословенски и српски фудбалер, репрезентативац Југославије.

## Каријера
Одрастао је у Војковићима. Старији брат Драган га је одвео на Кошево да се опроба на фудбалском терену. Поникао је у фудбалском клубу Сарајево, за који је наступао готово једну деценију. Убрзо је играо за омладинску репрезентацију Југославије. Усталио се у првом тиму Сарајева, али је у сезони 1983/84. доживео тешку повреду у Приштини, која га је удаљила са терена скоро две године. На терен се вратио у сезони 1985/86, али због повреде никада није успео да постигне претходну добру форму. У дресу Сарајева је играо на укупно 177 званичних утакмица, постигао је 31 гол.
Каријеру је завршио у нижим француским лигама, наступајући за Ланс, Истр, Монлисон и Газелек Ајачо.
За репрезентацију Југославије играо је на једном мечу: 12. новембра 1983. против Француске у Загребу (резултат 0:0).